# Запольє (Кіровська область)
Запо́льє (рос. Заполье) — присілок у складі Орічівського району Кіровської області, Росія. Входить до складу Спас-Талицького сільського поселення.
Населення становить 10 осіб (2010, 6 у 2002).
Національний склад станом на 2002 рік — росіяни 100 %.